# Lâu đài Ogrodzieniec

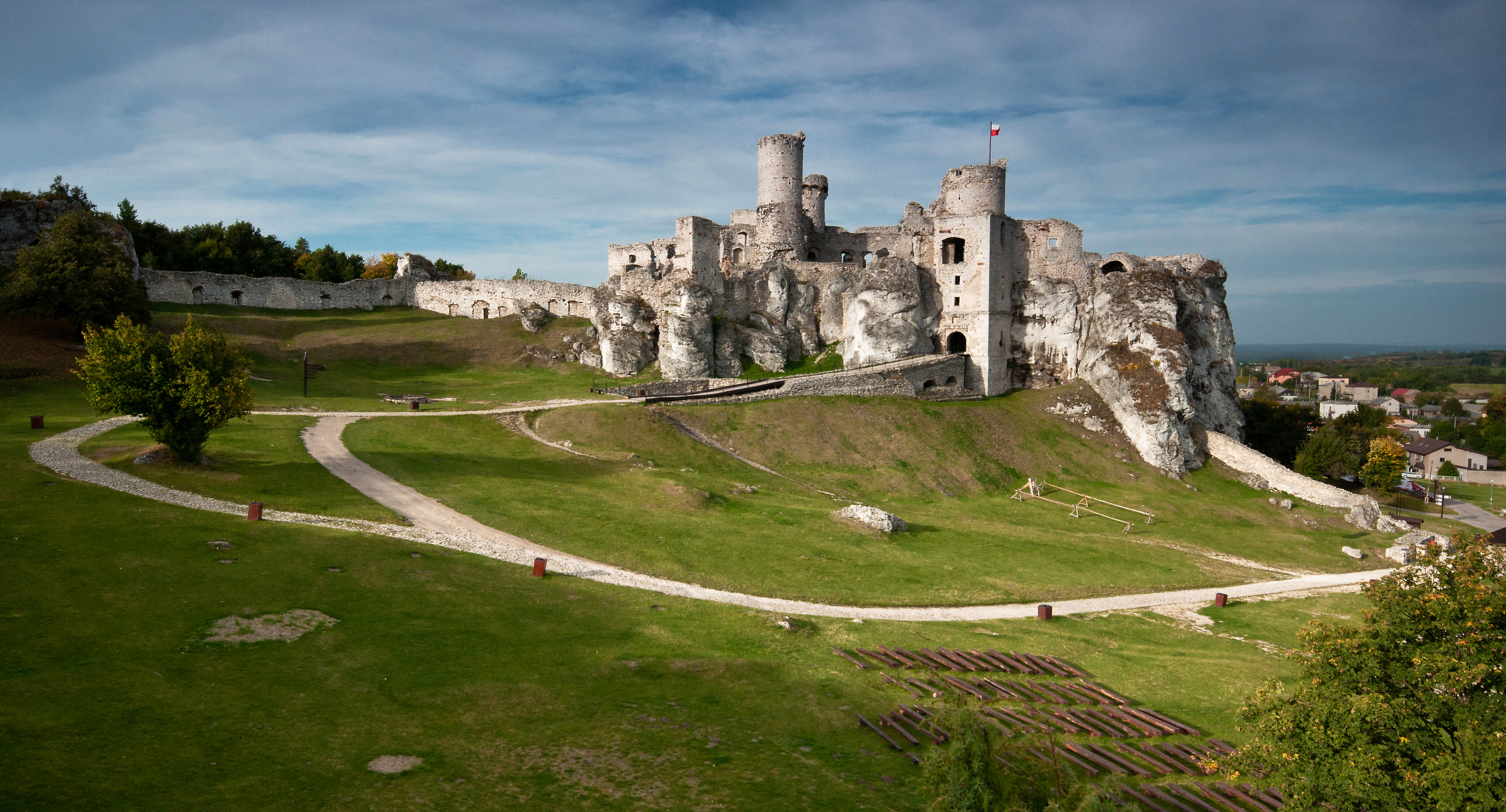
Lâu đài Ogrodzieniec

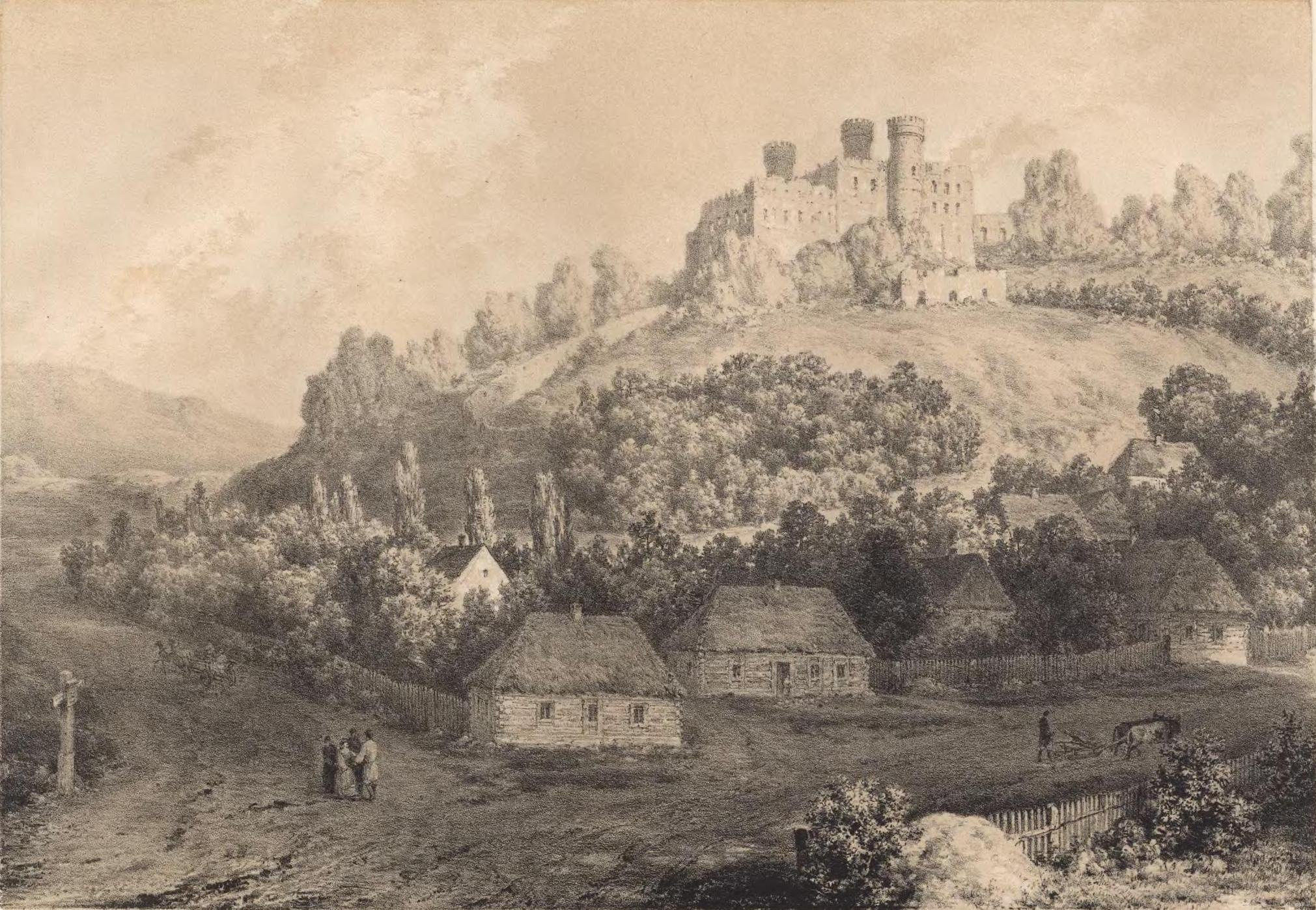
Lâu đài Ogrodzieniec ở thế kỷ 19th, tranh vẽ của Napoleon Orda

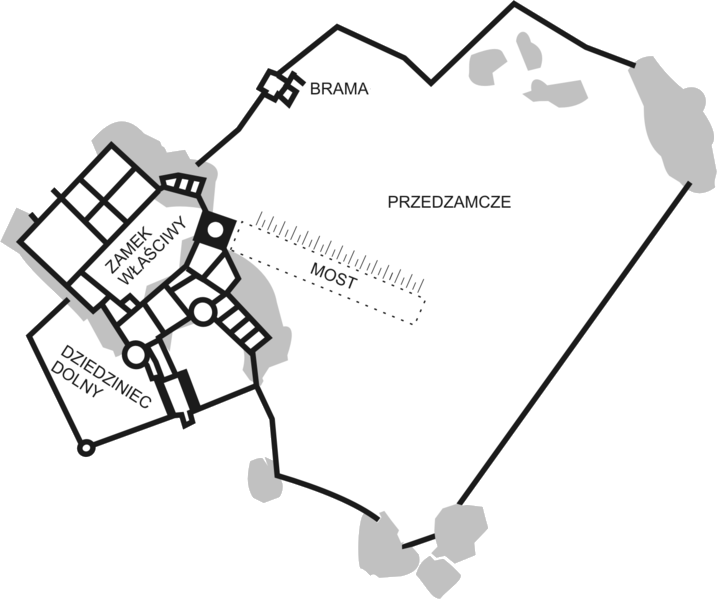
Phác họa của Lâu đài Ogrodzieniec

Lâu đài Ogrodzieniec (English: Ogro-denetz) là một Lâu đài đổ nát thời trung cổ nằm ở vùng cao nguyên bán sơn địa có tên gọi Vùng cao Kraków-Częstochowa phía trung nam Ba Lan. Được xây dựng nhiều lần trong lịch sử của mình, tòa lâu đài được xây dựng ban đầu hồi thế kỷ 14–15 bởi một gia đình quý tộc giàu có. Lâu đài nằm ở Núi Lâu đài (Tiếng Ba Lan: Góra Zamkowa) có độ cao 515.5 mét, là ngọn đồi cao nhất của Vùng cao Kraków-Częstochowa. Nằm trên Đường mòn của tổ chim đại bàng, khu phế tích vẫn được mở cửa cho du khách viếng thăm.

## Lịch sử
Được xây dựng đầu thế kỷ 12, trong giai đoạn trị vì của Boleslaus III Wrymouth, pháo đài đầu tiên đã bị Người Tatar san phẳng năm 1241. Giữa thế kỷ 14, một lâu đài gothic mới đã được xây dựng làm nhà ở cho gia đình Włodek Sulima. Bao quanh bởi ba tảng đá cao, lâu đài đã hòa mình phù hợp với nơi đây. Các bức tường bảo vệ được dựng lên để đóng đường bao do các tảng đá hình thành, và một khe hẹp giữa hai tảng đá được dùng làm lối vào lâu đài.
Năm 1470, lâu đài và đất đai được mua bởi những thị dân Kraków giàu có là Ibram và Piotr Salomon. Sau đó, Ogrodzieniec trở thành tài sản của Jan Feliks Rzeszowski, linh mục của Przemyśl và là giáo sĩ của Kraków. Khoảng năm 1488, lâu đài được Jan sở hữu, sau đó là Andrzej Rzeszowski và sau nữa là gia đình Pilecki và gia đình Chełmiński. Năm 1523, tòa lâu đài được Jan Boner mua lại. Sau khi ông mất, lâu đài được chuyển qua cho người cháu trai là Seweryn Boner, người đã thay thế pháo đài trung cổ thành một tòa lâu đài phục hưng vào năm 1530–1545.
Năm 1562, lâu đài trở thành tài sản của Đại Nguyên soái của Nhà Vua, Jan Firlej sau khi kết hôn với Zofia, con gái của Seweryn Boner. Năm 1587, lâu đài bị chiếm bởi hoàng tử Áo Maximilian III, người bị từ chối cho ngôi vua của Ba Lan và Litva. Năm 1655, một phần lâu đài bị quân Thụy Điển đốt phá và hư hỏng đáng kể sau hai năm triển khai quân tại đây. Từ năm 1669 trở đi, lâu đài thuộc sở hữu của Stanisław Warszycki - castellan (tạm dịch: quản lý) của Kraków, là người xây dựng lại một phần tòa lâu đài sau khi bị quân Thụy Điển tàn phá.
Khoảng năm 1695, lâu đài lại một lần nữa đổi chủ khi trở thành tài sản của nhà Męciński. Bảy năm sau đó, vào năm 1702, hơn một nửa lâu đài bị lửa thiêu rụi do quân đội Karl XII của Thụy Điển gây ra. Sau vụ cháy, lâu đài đã được xây dựng lại. Khoảng năm 1784, tòa lâu đài đổ nát được Tomasz Jakliński mua lại. Những tá điền cuối cùng rời bỏ lâu đài bị tàn phá khoảng năm 1810. Chủ sở hữu sau đó là Ludwik Kozłowski, người đã dùng tòa lâu đài như một nguồn nguyên liệu xây dựng và bán đi rất nhiều vật dụng trong tòa lâu đài cho các thương gia.
Chủ sở hữu cuối cùng của tòa lâu đài là gia đình Wołoczyński láng giềng. Sau Chiến tranh thế giới thứ hai, lâu đài được quốc hữu hóa. Công tác bảo tồn phần đổ nát và mở cửa cho du khách bắt đầu từ năm 1949 và đóng cửa năm 1973.

## Sự thật thú vị

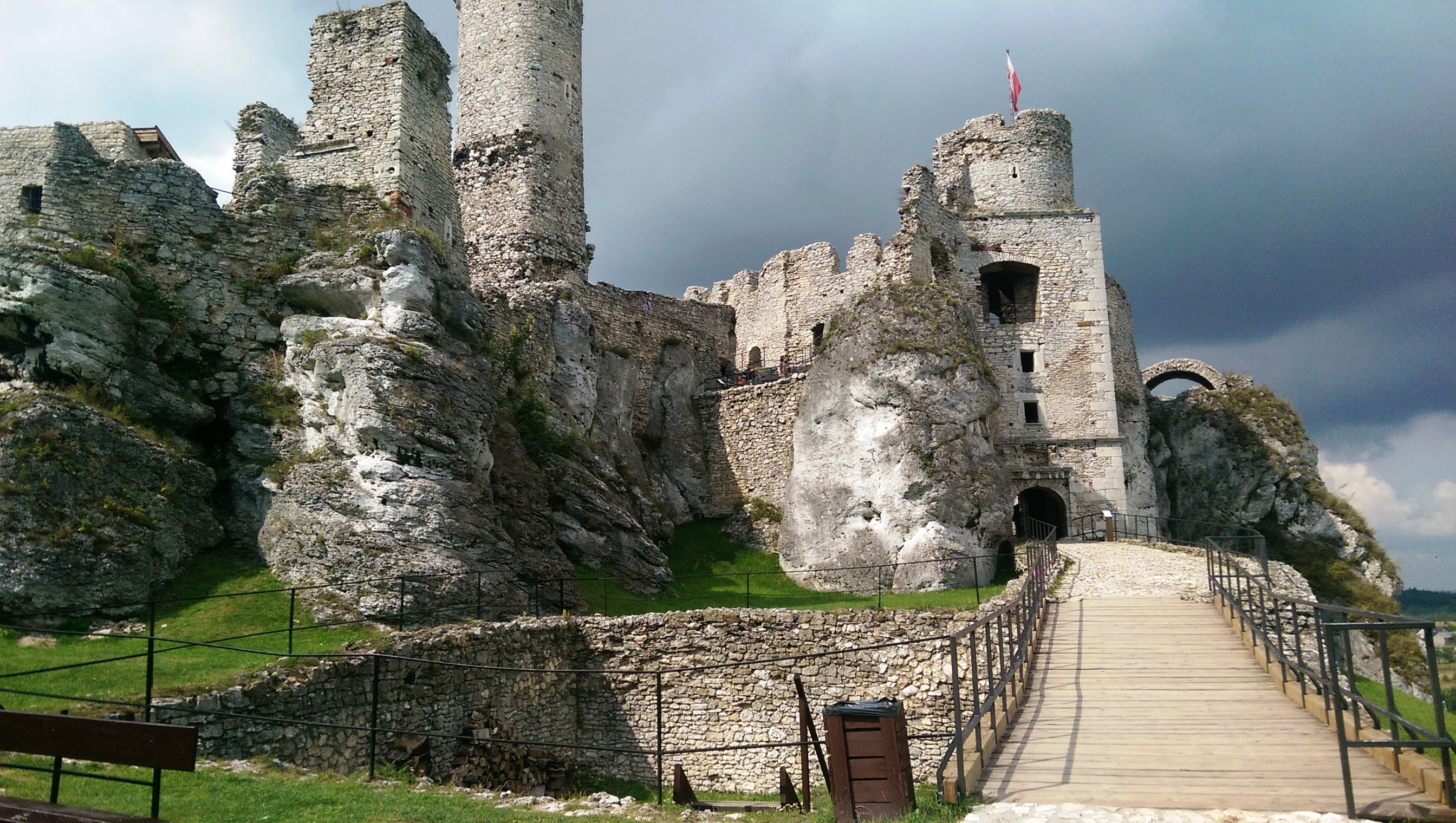
Một góc lâu đài.

Các bích họa Fresco thời phục hưng vẽ hoa huệ tây vẫn còn được nhìn thấy ở tầng dưới cùng.
Ở chợ của làng Podzamcze gần lâu đài, có một nhà nguyện được xây dựng từ các yếu tố kiến trúc (cổng chính, các Gờ xoắn, các Mái đua) của lâu đài. Bên trong nhà nguyện là các yếu tố nguyên bản của nhà nguyện ở lâu đài: đá khóa của mái vòm, Đạn đá được cho là đã rơi vào lâu đài trong đợt đại hồng thủy Thụy Điển (1655–1660), và một tác phẩm điêu khắc Đức mẹ thời Phục Hưng. Tác phẩm điêu khắc được những người dân địa phương vẽ theo phong cách dân gian (bằng sơn dầu) làm che khuất diện mạo ban đầu của tác phẩm.
Theo văn hóa dân gian địa phương , Lâu đài Ogrodzieniec Castle bị chế ngự bởi "Con chó đen của Ogrodzieniec", con vật được nhìn thấy đang kéo một sợi xích nặng và lảng vảng kiếm mồi trong đống đổ nát vào ban đêm. Con chó là linh hồn của Stanisław Warszycki, Castellan của Kraków, linh hồn của người này cũng được cho là ám ảnh ở tàn tích của Lâu đài Dańków khi xuất hiện với hình ảnh kỵ sĩ không đầu.

## Trong phim và truyền hình
Năm 1973, Lâu đài Ogrodzieniec được sử dụng cho các cảnh quay ngoài trời trong loạt phim truyền hình Janosik.
Năm 1980, bộ phim The Knight (Hiệp sĩ) của Lech Majewski đã được quay ở lâu đài.
Năm 1984, lâu đài được ban nhạc Iron Maiden chọn làm nơi quay Behind The Iron Curtain, video cho bài hát "Kinh Lạy Cha".
Năm 1995, lâu đài được dùng để mô tả tàn tích của lâu đài cổ Spellbinder trong loạt phim truyền hình Áo Spellbinder.
Năm 2001, tàn tích được dùng làm cảnh quay trong phim Báo thù của Andrzej Wajda. Với mục đích làm phim, những vật trang trí lớn đã được dựng lên trong lâu đài, và hiện vẫn còn sau khi các cảnh quay kết thúc.
Năm 2018, tàn tích của tòa lâu đài được sử dụng để quay Thợ săn quái vật - sê-ri phim năm 2019 của Netflix, do Henry Cavill thủ vai chính.

## Hình ảnh

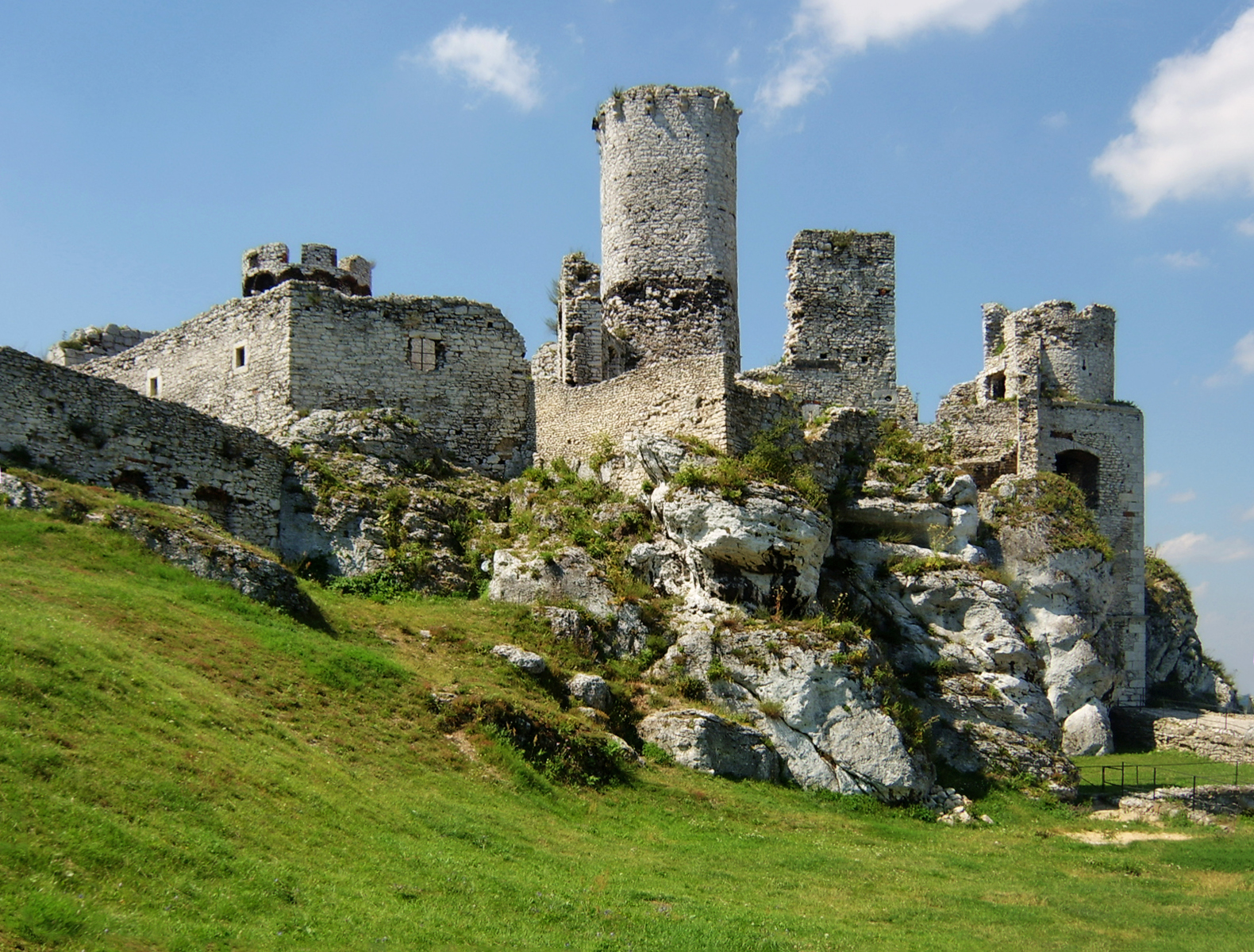
Lâu đài Ogrodzieniec - nhìn từ phía Đông
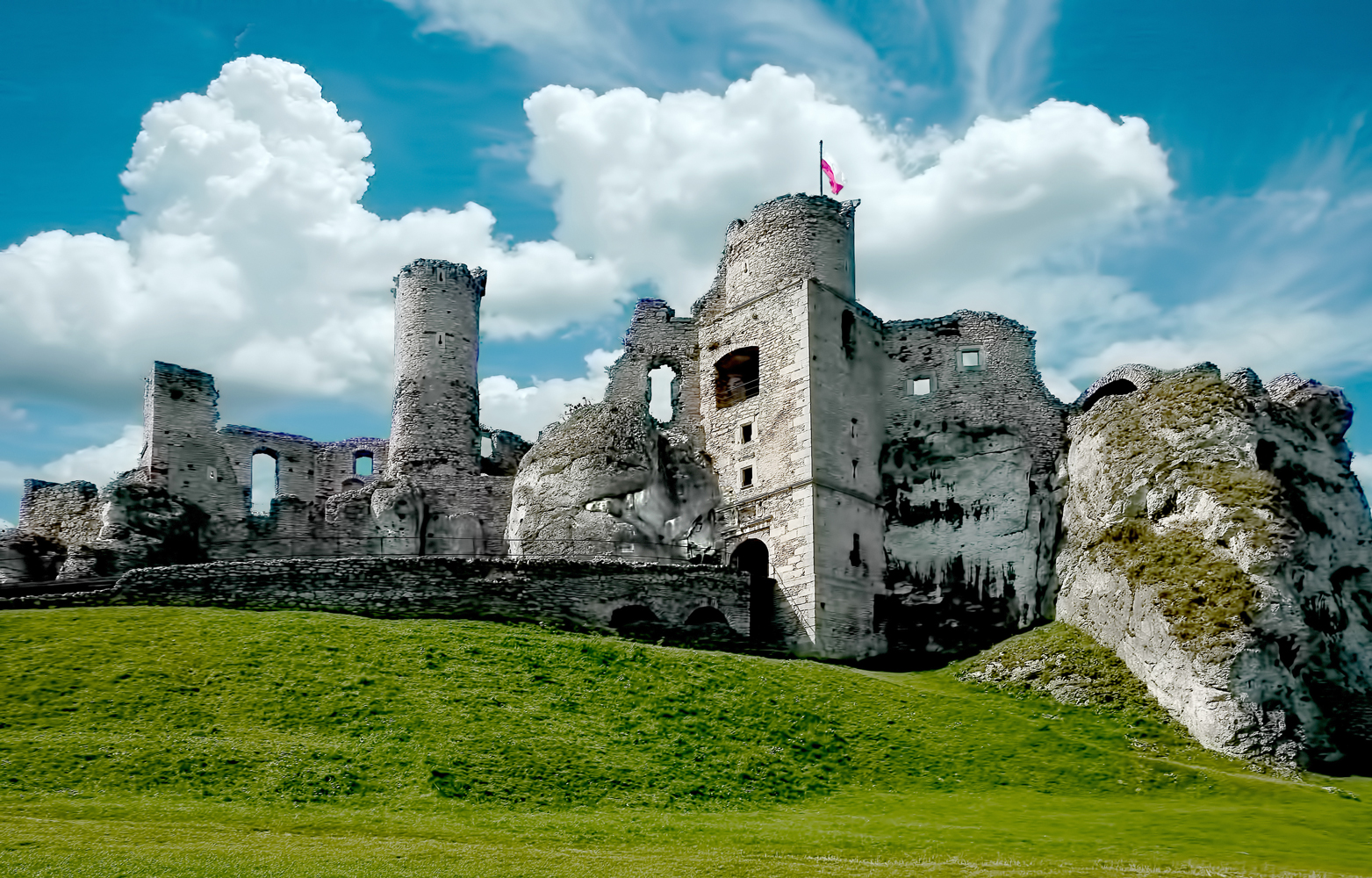
Toàn cảnh lâu đài
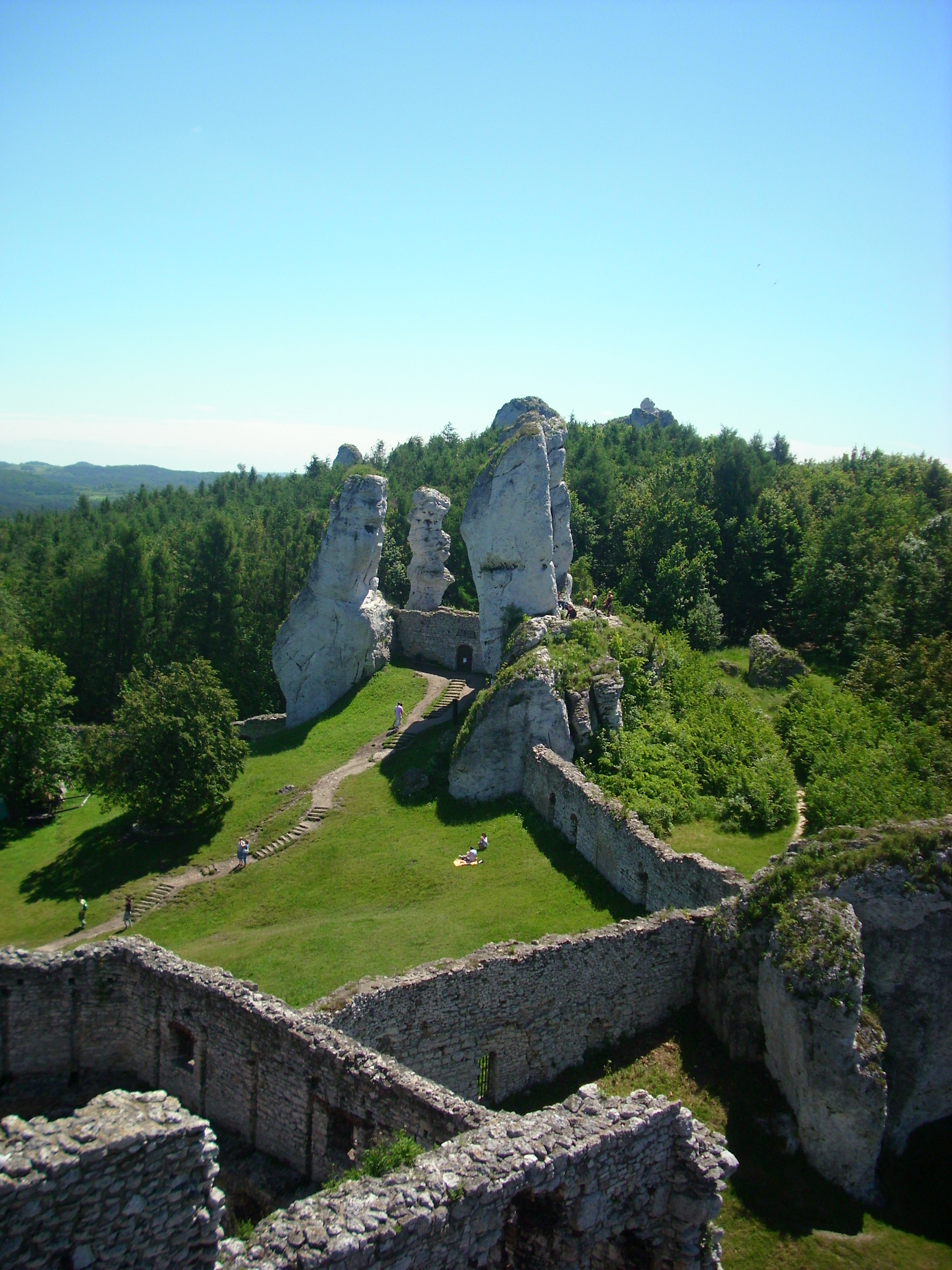
Phòng tra tấn nhìn từ tháp canh
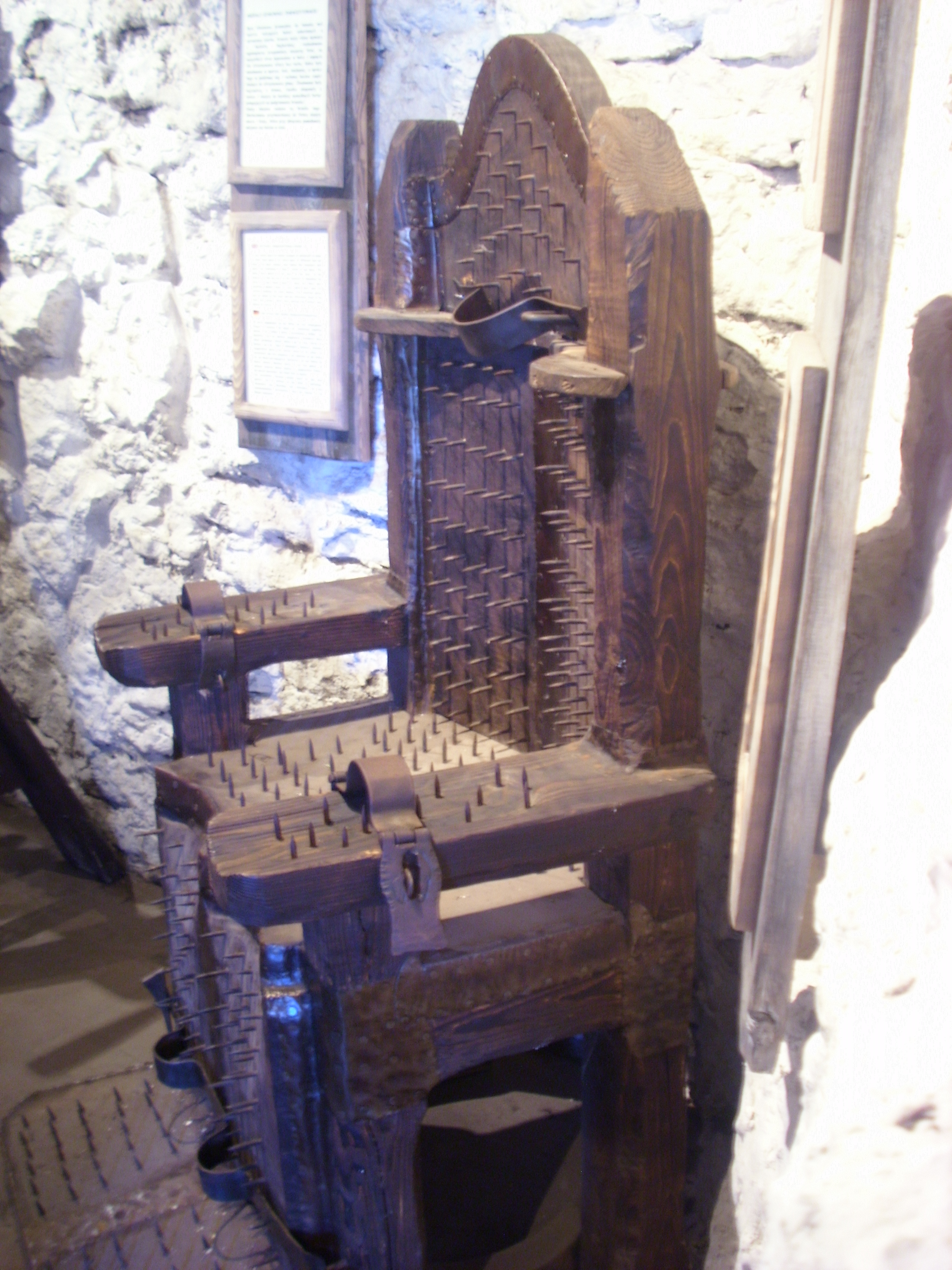
Phòng tra tấn
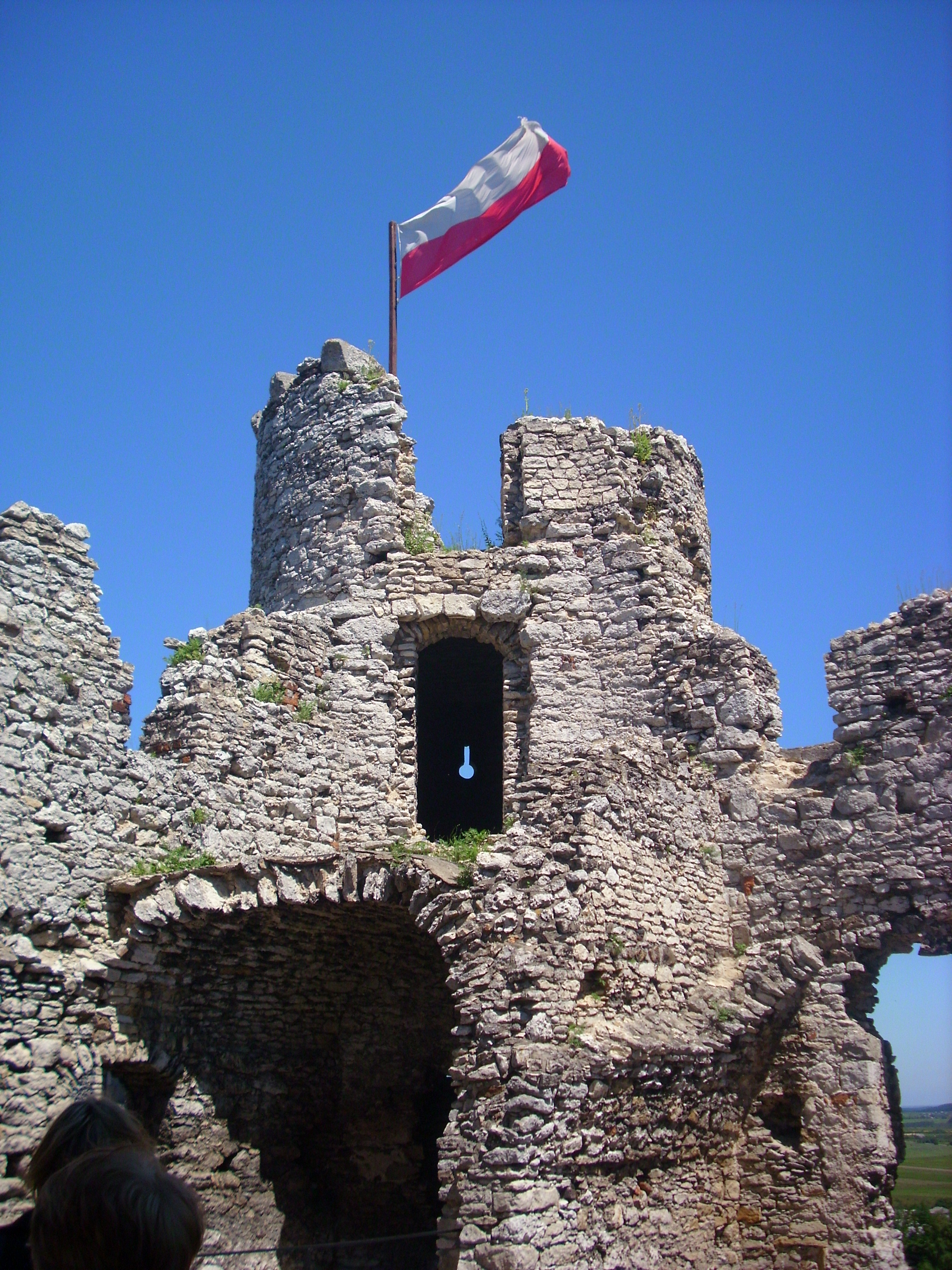
Một tháp canh của Lâu đài Ogrodzieniec có treo cờ Ba Lan
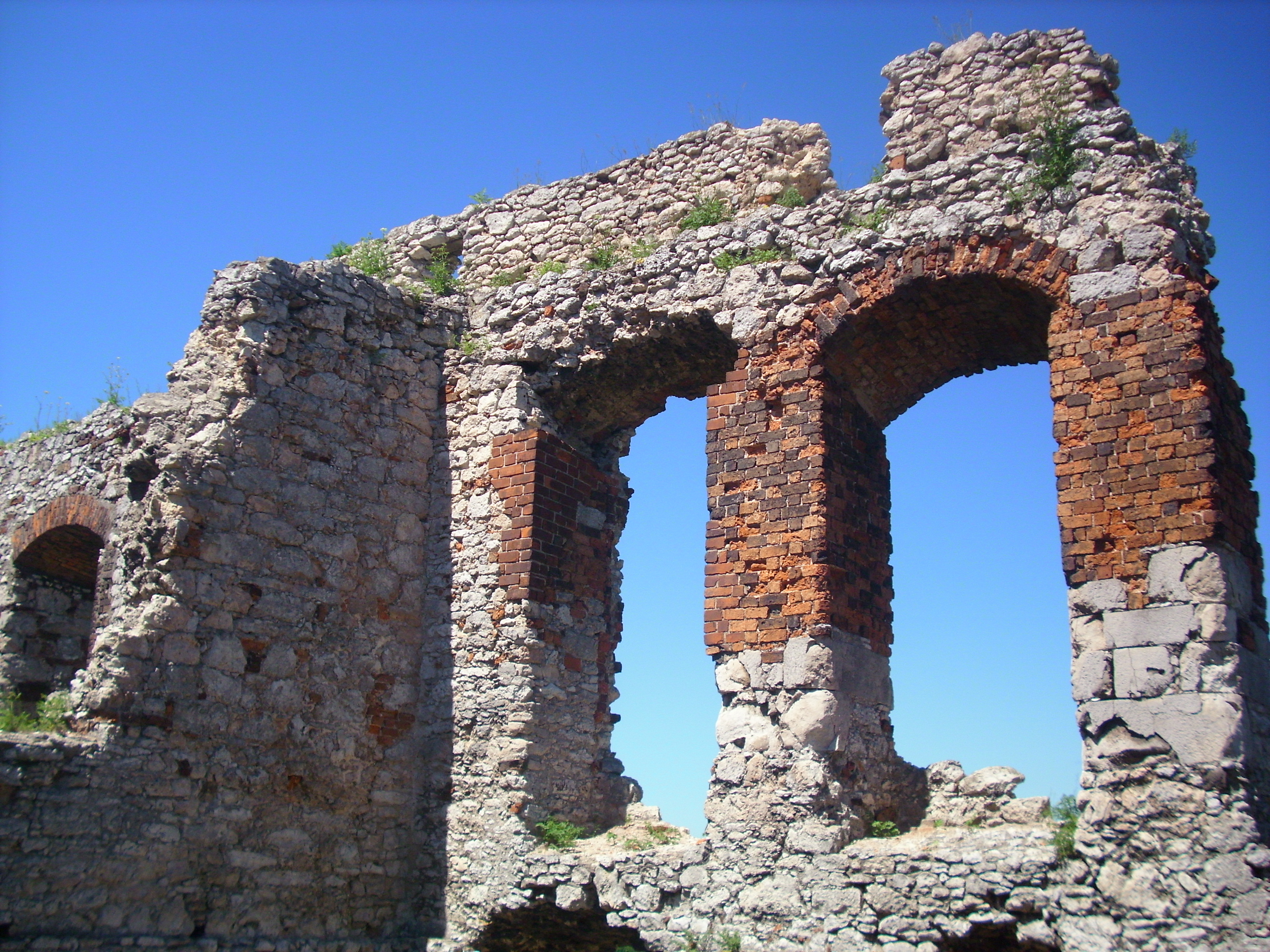
Các cửa sổ của lâu đài
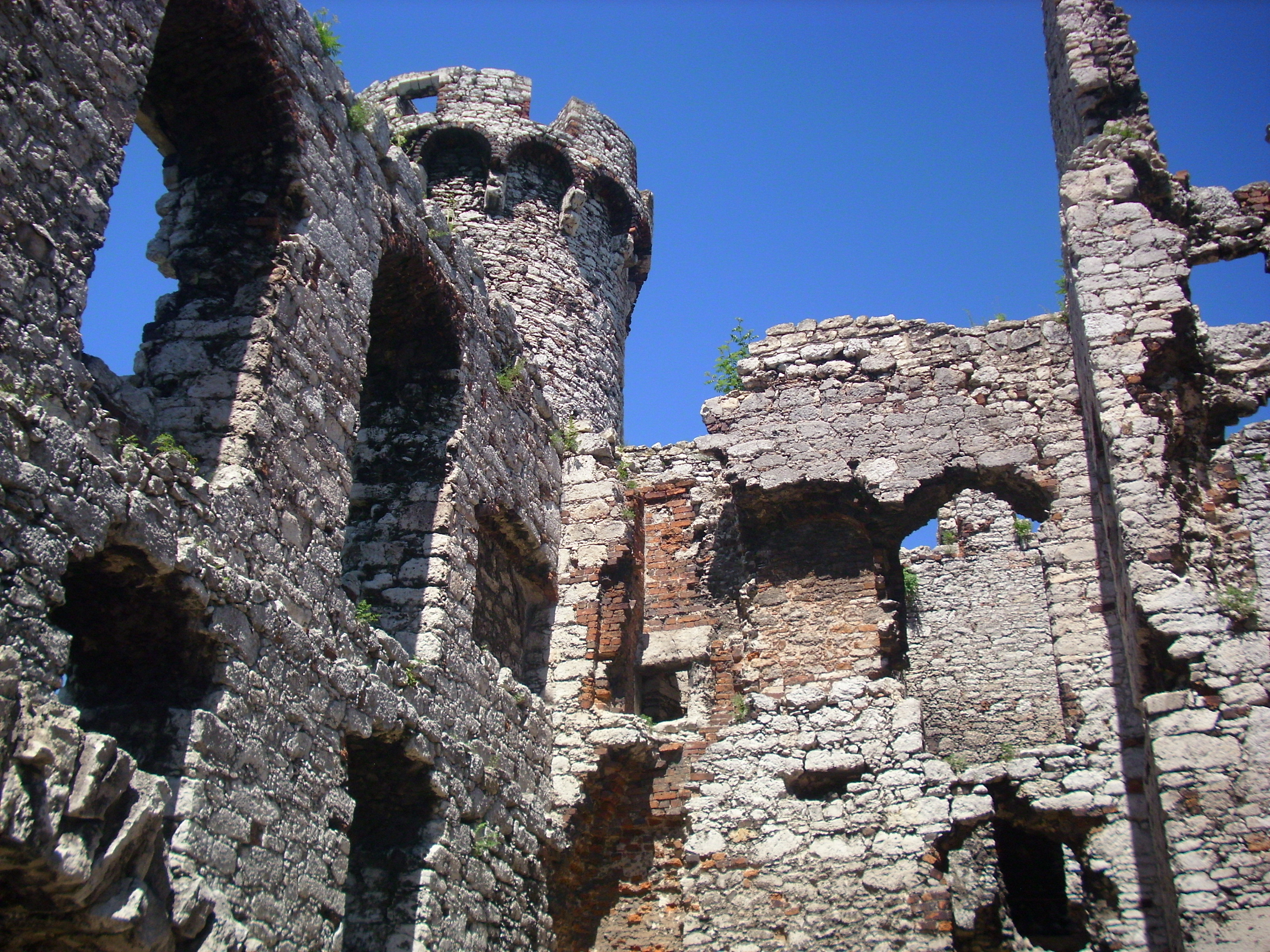
Tường thành của lâu đài
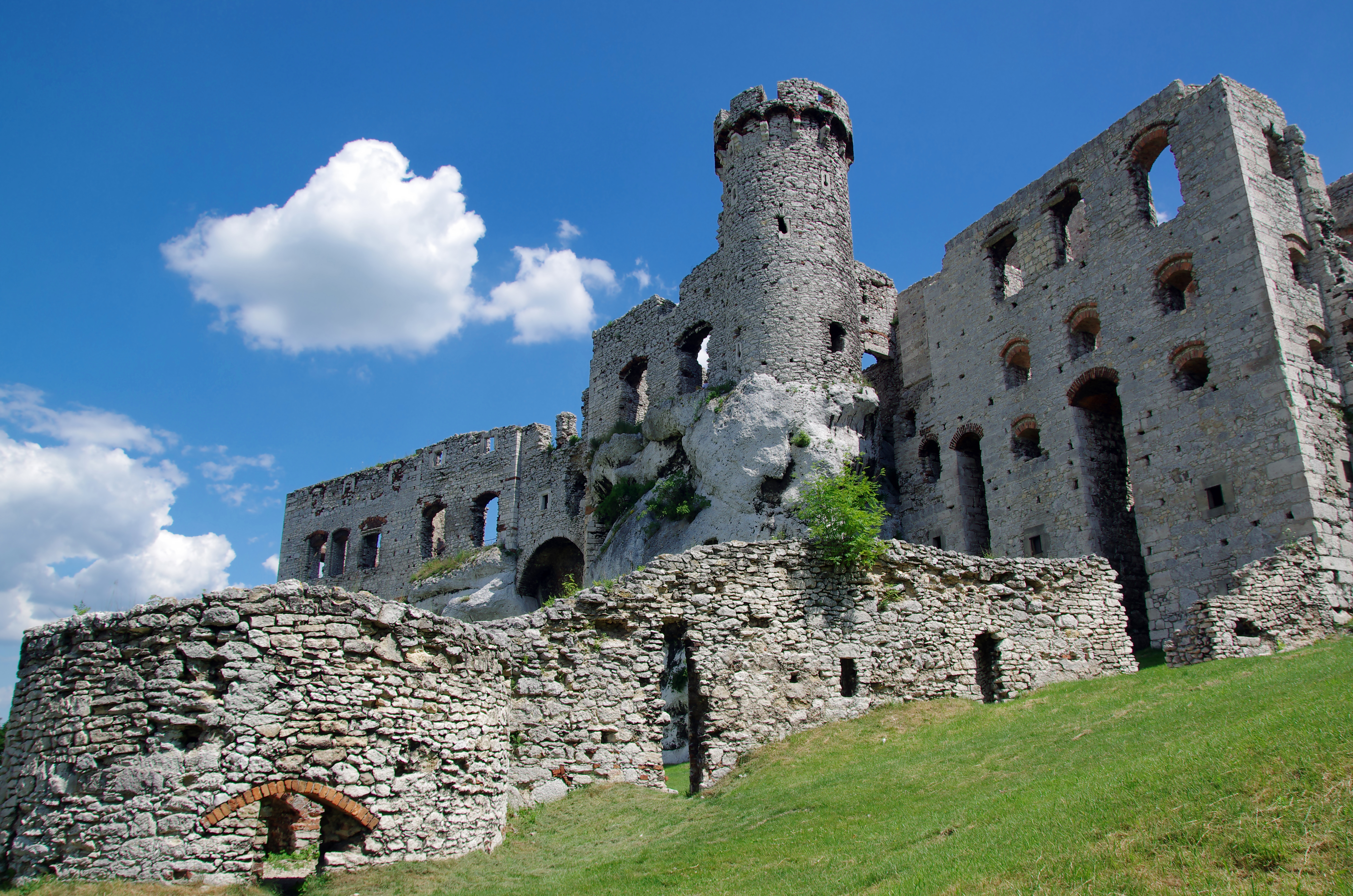
Tường thành của lâu đài
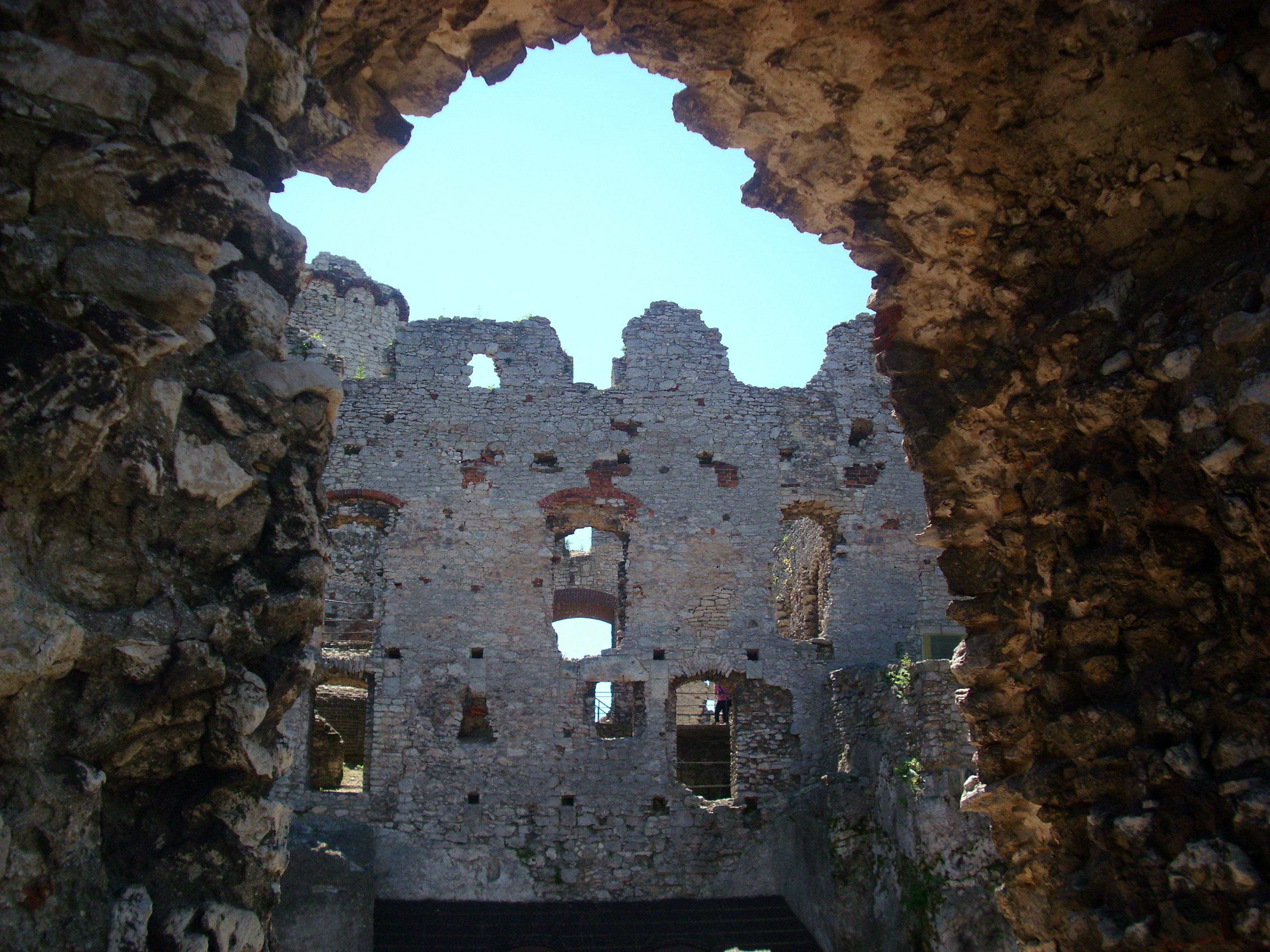
Tường thành của lâu đài
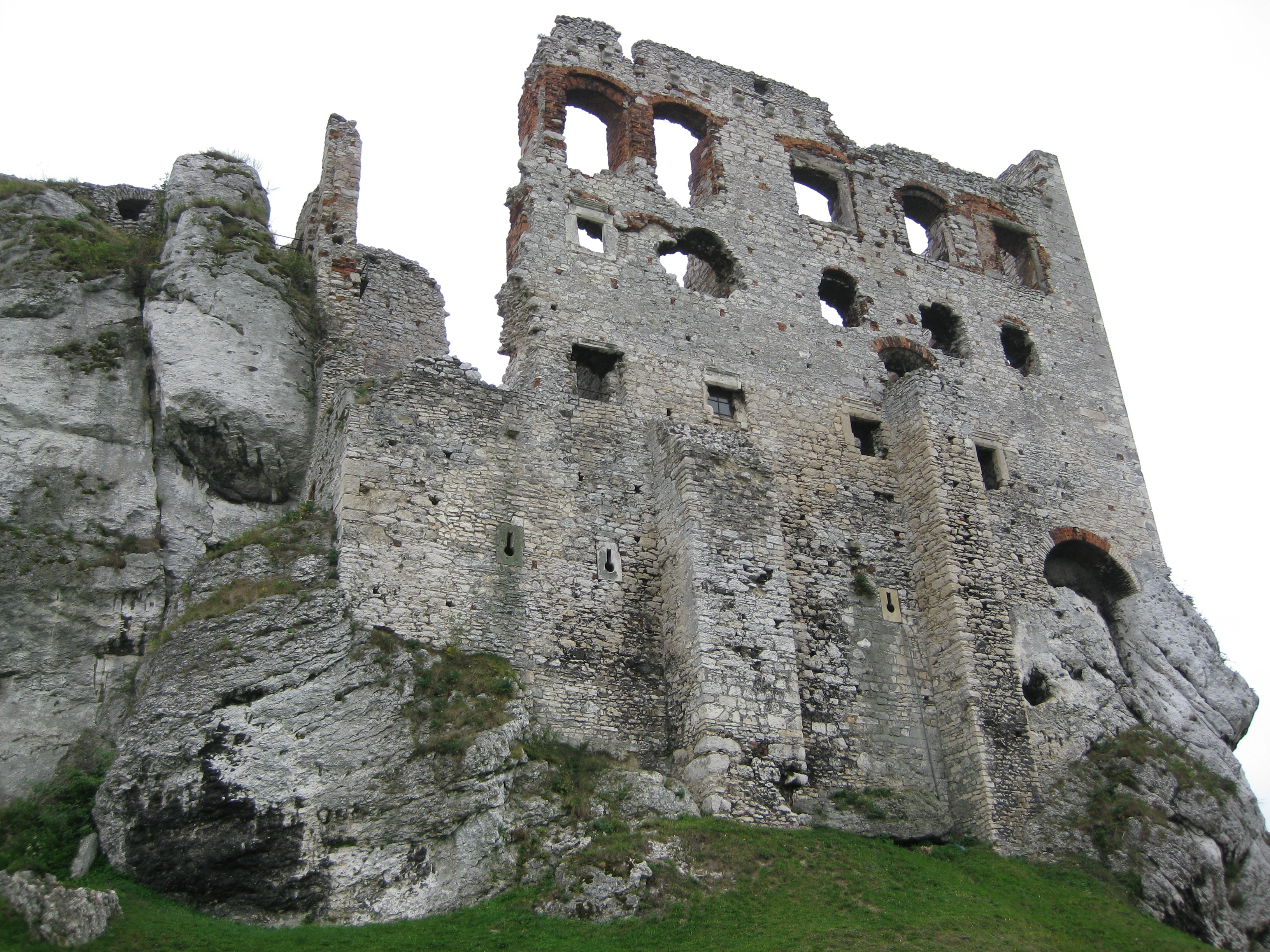
Tường phía Nam của Lâu đài Ogrodzieniec (2012-08-26)
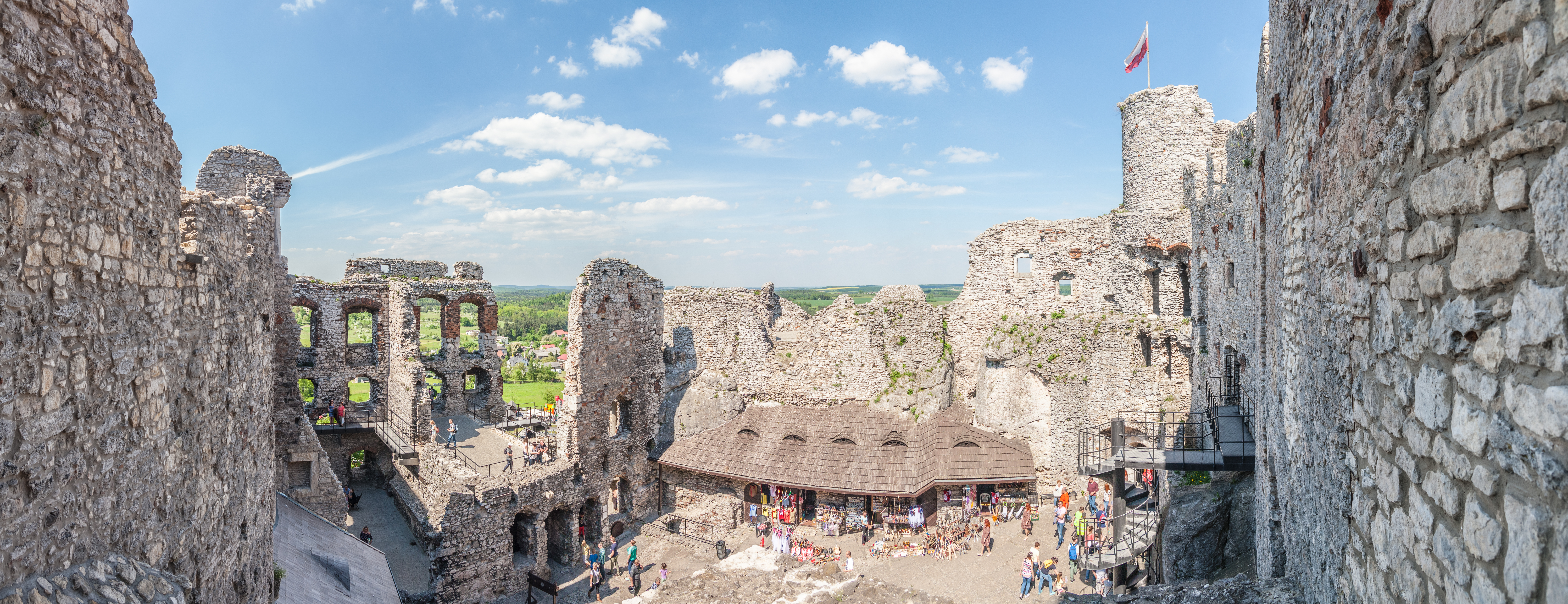
Bên trong lâu đài